# Miloslav Moulis
Miloslav Moulis (30. dubna 1921 Praha – 25. března 2010 Praha) byl český novinář, autor literatury faktu, historik, bojovník proti nacismu, bývalý vězeň v koncentračním táboře Buchenwald a člen komité přeživších tohoto tábora.

## Život
Miloslav Moulis byl vychováván ve vlasteneckém duchu a už od mládí chtěl být novinářem. Jeho otec byl za německé okupace zatčen za spoluúčast v ilegální organizaci V boj a v říjnu 1943 byl popraven.
Miloslav byl v té době studentem plzeňského gymnázia, kde spolu s několika studenty založil spolek Národní hnutí pracující mládeže. Uskupení fungovalo asi rok, když několik jeho členů uprchlo do zahraničí s plánem zapojit se do zahraničního odboje. Zbylí studenti byli v květnu 1940 zatčeni gestapem. Miloslav Moulis byl nacistickým Lidovým soudem odsouzen na dva a půl roku vězení. Zadržován byl v káznici Ebrach v Bavorsku a potom v káznici v Ambergu. Propuštěn byl na konci roku 1942.
Už v březnu 1943 byl ale zatčen znovu. Z plzeňského gestapa byl odvezen do Malé pevnosti Terezín a následně do koncentračního tábora v Osvětimi. Odtud byl ale záhy transportován do německého Buchenwaldu. Dostal vězeňské číslo 15941 a pracovní přidělení do táborové kanceláře. Zároveň se ale v táboře stal i členem místní české odbojové skupiny. V Buchenwaldu zažil dne 11. dubna 1945 osvobození tábora.
Vrátil se do osvobozeného Československa a začal působit jako novinář (Družstevní noviny, Československý horník, Československé odbory aj.). V druhé polovině padesátých let v něm postupně dozrálo odhodlání publicisticky se více věnovat zpracování nacistického teroru. Jeho prvním příspěvkem byla v tomto směru kniha To byl Buchenwald (1957), ve které využil i své vlastní zkušenosti.
Na konci padesátých let začal působit jako politický pracovník v tiskovém oddělení Ústředního výboru KSČ. Setrval zde do roku 1963, kdy dostal možnost pracovat v Ústavu dějin KSČ, aby zde mohl dokončit svoji knihu o působení mládeže v protektorátním odboji, což bylo jeho druhý důležitý příspěvek k dokumentaci nacistického teroru. Současně se stal členem autorského kolektivu Československý výbor pro dějiny protifašistického odboje, který měl v plánu zpracovat dějiny čs. odboje.
Jako výzkumný pracovník ústavu a s publikačními zkušenostmi, dostal následně v roce 1966 nabídku od Ludvíka Svobody, aby spolu s dvěma dalšími kolegy působil jako rešeršér a ghostwriter na tvorbě prezidentových nových pamětí. První díl necenzurovaných pamětí se ještě podařilo prosadit do tisku. S názvem Cestami života byly vydány roku 1971 a měly úspěch. V přípravě druhého dílu už se však už z politických důvodů pokračovat nedalo. Pracovní skupina byla v roce 1970, resp. 1971 rozpuštěna.  Moulis následně začal pracovat v Československém svazu protifašistických bojovníků.
Až do konce svého života se podílel na tvorbě knih s protifašistickou tematikou a související popularizaci. Byl spoluzakladatelem a členem Klubu autorů literatury faktu.

## Knižní publikace (výběr)
- Moulis, Miloslav: To byl Buchenwald. Příspěvek k historii koncentračního tábora Buchenwaldu. Naše vojsko, Praha 1957.
- Moulis, Miloslav: Na první výzvu. Z historie odboje mládeže proti okupantům v letech 1939–1945. Mladá fronta, Praha 1961.
- Moulis, Miloslav: Mládež proti okupantům. Nakladatelství Svoboda, Praha 1966.
- Moulis, Miloslav – Tomášek, Dušan: Život plný nenávisti. K. H. Frank. Mladá fronta, Praha 1977.
- Moulis, Miloslav: Sto dní na vrcholu moci. Mladá fronta, Praha 1987.
- Moulis, Miloslav: Vlaky do neznáma. Akcent, Třebíč 2001.
- Moulis, Miloslav – Tomášek, Dušan: K. H. Frank. Vzestup a pád karlovarského knihkupce. 2., rozšířené vydání. Epocha, Praha 2003.
- Moulis, Miloslav: Z mých vzpomínek. Národní archiv, Praha 2016.